# Desireless
Desireless, celým jménem Claudie Fritsch-Mentrop (* 25. prosince 1952, Paříž, Francie), je francouzská zpěvačka. Mezi její nejznámější hity patří skladba Voyage, Voyage.

## Diskografie
- François (1989)
- I love you (1994)
- Ses plus grands succès (2003)
- France & (2004)
- Un brin de paille (2004)
- More love and good vibrations (2007)
- France & (2008)
- Le Petit Bisou (2009)
- More love and good vibrations special edition (2010)

## Singly
- 1986/87: Voyage, Voyage
- 1988: John
- 1989: Qui sommes-nous?
- 1990: Elle est comme les étoiles